# Romantically Challenged
Romantically Challenged é uma série de comédia do canal norte americano ABC, que relata a história de quatro amigos tentando encontrar amor e felicidade. Tem a atriz Alyssa Milano como protagonista. A série foi criada por Ricky Blitt. A série teve sua estréia na ABC em 19 de Abril de 2010. Foi cancelada pela ABC em 14 de Maio de 2010.

## Sinopse
Alyssa Milano é Rebecca, uma mãe de dois filhos recentemente divorciada que não namora desde que o presidente Clinton estava na Casa Branca. O melhor amigo de Rebecca desde a infância, Perry, é um viciado em romances que se apaixona por mulheres 20 minutos depois de conhecê-las. Perry vive com seu amigo Shawn, um escritor que depende dele para sua estabilidade financeira desde a virada do século. Fechando o grupo está a irmã mais nova de Rebecca, Lisa, uma educadora infantil que tenta machucar todo homem que conhece antes que ele possa machucá-la.

## Estréia
Inicialmente, a ABC marcou a estréia da série para o dia 5 de Abril. Mais tarde a estréia da série foi adiada para o dia 12 de Abril, devido à realização dos Jogos Olímpicos de Inverno. Novamente a série teve sua estréia atrasada, e teve sua estréia no dia 19 de Abril, após o programa Dancing with the Stars.

## Produção
As filmagens tiveram início em 22 de janeiro de 2010 com James Burrows como diretor. As filmagens ocorriam no antigo set do seriado "Seinfeld". Para a 1ª temporada estavam "encomendados" 6 episódios, mas, devido ao cancelamento da série, a mesma teve ao todo somente 4 episódios. Os dois episódios que foram filmados (para terminar a temporada) não foram exibidos.

## Elenco
| Ator            | Personagem      |
| --------------- | --------------- |
| Alyssa Milano   | Rebecca Thomas  |
| Kyle Bornheimer | Perry Gill      |
| Josh Lawson     | Shawn Goldwater |
| Kelly Stables   | Lisa Thomas     |

## Episódios

### Primeira temporada (2010)
| # | Título                                    | Escritor(es)             | Diretor(es)   | Data de exibição original | Código |
| --- | ----------------------------------------- | ------------------------ | ------------- | ------------------------- | ------ |
| |                                           |                          |               |                           |        |
| 1 | "Don’t Be Yourself"                       | Ricky Blitt              | James Burrows | 19 de Abril de 2010       | 101    |
| Depois de Rebecca descobrir sobre o casamento de seu ex-marido, ela decide ir ao seu primeiro encontro pós-divórcio. Mas quando chega a hora, ela fica nervosa e acaba dizendo coisas ridículas sobre si mesma. Enquanto isso, Perry encontra uma garota que parece ser perfeita - até que ele descobre que ela gosta de ser insultada durante seus encontros românticos, então Perry pede ajuda à Lisa. Shawn ajuda o filho de Rebecca, Justin, nas tarefas de redação, e fica chateado quando Justin não tira nota 10 em sua redação. |                                           |                          |               |                           |        |
| 2 | "The Charade"                             | Ricky Blitt              | James Burrows | 26 de abril de 2010       | 102    |
| Rebecca fica transtornarda quando sua irmã despeja um cara porque é muito bom e educado. Quebrando a promessa que fez à Lisa, Rebecca tenta juntá-los novamente, mas logo descobre que talvez é melhor que Lisa não o veja mais. Enquanto isso, Shawn se esquece de pegar Perry no dentista, porque ele tem conheceu uma garota na rua. Como resultado, Perry sente triste e rompe sua amizade com Shawn. |                                           |                          |               |                           |        |
| 3 | "Perry and Rebecca's High School Reunion" | Ted Cohen & Andrew Reich | James Burrows | 3 de maio de 2010         | 103    |
| Quando é a hora de Rebecca e Perry voltarem para a reunião do colegial, Rebecca está pronta para se encontrar com Jesse, o cara que publicamente a humilhou no baile de formatura. Mas Perry sabe a verdadeiro motivo da humilhação e diz uma mentira absurda para manter Rebecca de descobrir a verdade. Quando a TV a cabo de Shawn corta um canal de esportes, ele usa a casa da amiga de Lisa, Vanessa para assistir o programa. E tudo se torna uma confusão !                                                                     |                                           |                          |               |                           |        |
| 4 | "Rebecca's One Night Stand"               | Ted Cohen & Andrew Reich | James Burrows | 17 de maio de 2010        | 104    |
| Rebecca tem sua primeira "ficada de só uma noite" com Leo, mas tudo se complica quando ela o liga na manhã seguinte. Sua irmã Lisa terá que ajudá-la a livrar-se de Leo. Perry decide fazer uma pausa do trabalho, mas isso só irrita seu companheiro desempregado Shawn. |                                           |                          |               |                           |        |